# Dallol

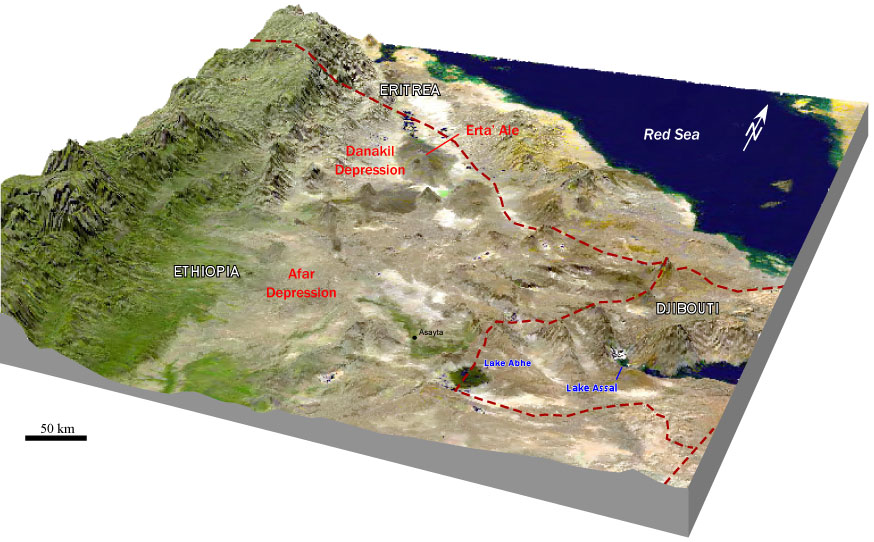
Położenie depresji danakilskiej

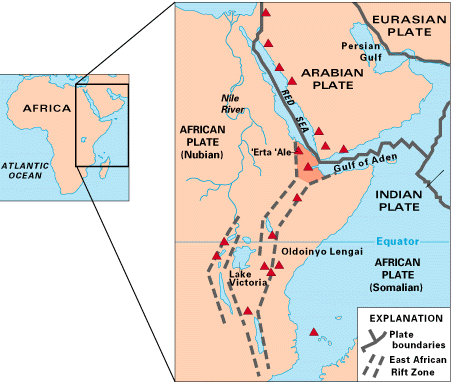
Rejon Rowów Afrykańskich

Dallol – wulkan położony w północnej części Etiopii w pobliżu granicy z Erytreą. Powstał na dnie pustynnej depresji nazywanej Kotliną Danakilską lub Danakilem. W latach 1960–1966 zmierzono tu najwyższą na Ziemi średnią temperaturę roczną, która wyniosła +34,4°C. Nigdy nie zanotowano tu temperatury poniżej 23°C, a temperatury w okolicach 50°C nie są rzadkością. Rejon położony jest w strefie usianej wulkanami, gejzerami i gorącymi źródłami, gdyż znajduje się na obszarze Wielkich Rowów Afrykańskich powstałych w wyniku potężnych ruchów tektonicznych. Rowy powodują oddalanie się Afryki od Azji oraz rozpad kontynentu afrykańskiego.
Okolice Dallol, teren Pustyni Danakilskiej, zamieszkiwane są przez Afarów – do dziś wrogo nastawionych do przybyszów.

## Charakterystyka
Cechą charakterystyczną Dallol są gorące, kolorowe baseny solankowe wypełniające kratery wulkanu. Tworzą je gorące źródła, które wypłukują związki siarki i żelaza z magmy. Obszar wulkanu wypełniają także formacje do których należą: gejzery, fumarole, jasnożółte siarkowe tarasy, słupy soli oraz kwaśne gorące źródła. Ujścia kraterów Dallol znajdują się 48 m p.p.m. i zaliczane są do najniżej położonych na powierzchni Ziemi.
Dallol posiada katalogowy numer 0201-041. Pierwsza erupcja wulkanu miała miejsce w 1926 roku.

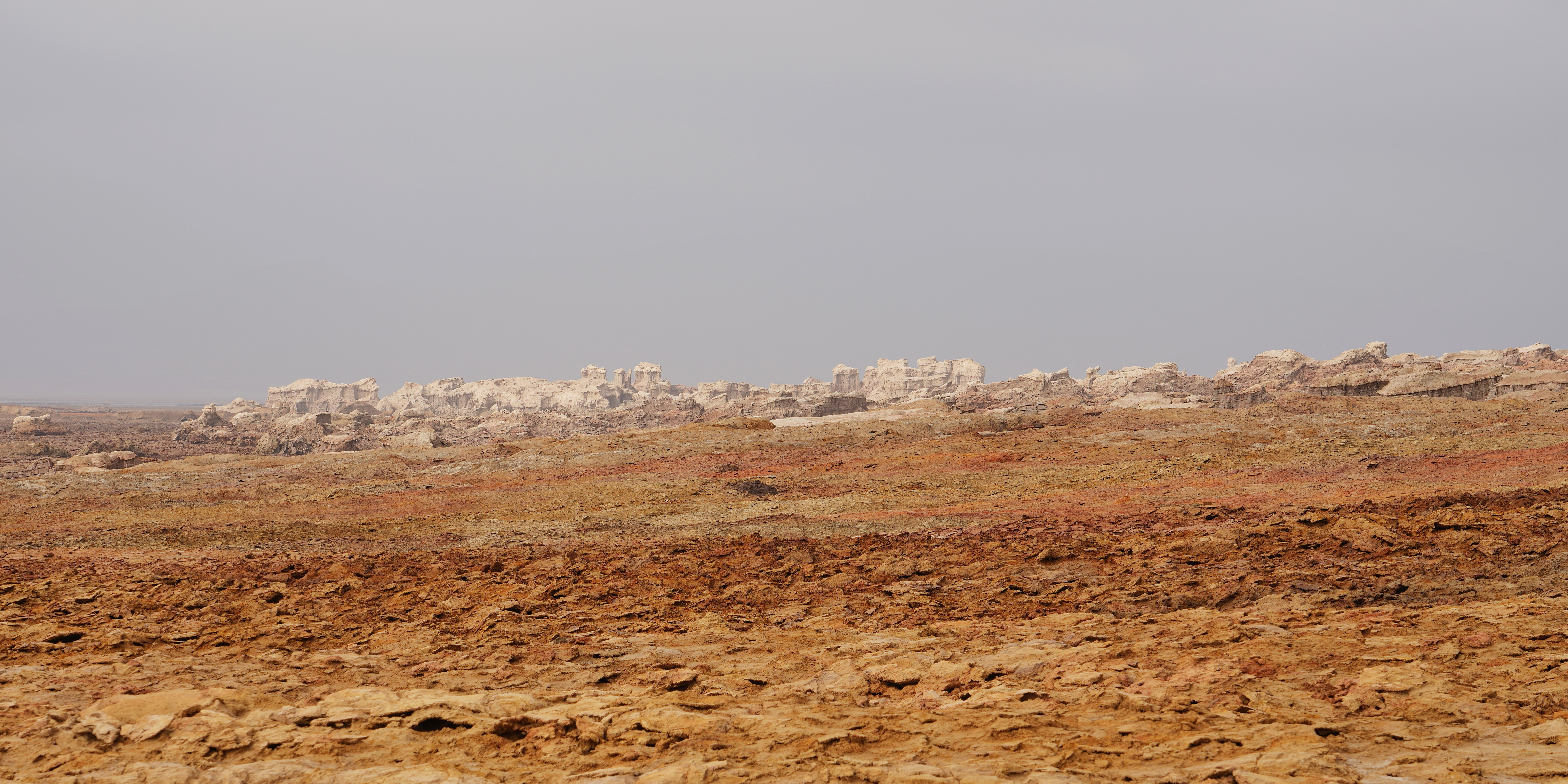
Pustynia Danakil widziana z krateru
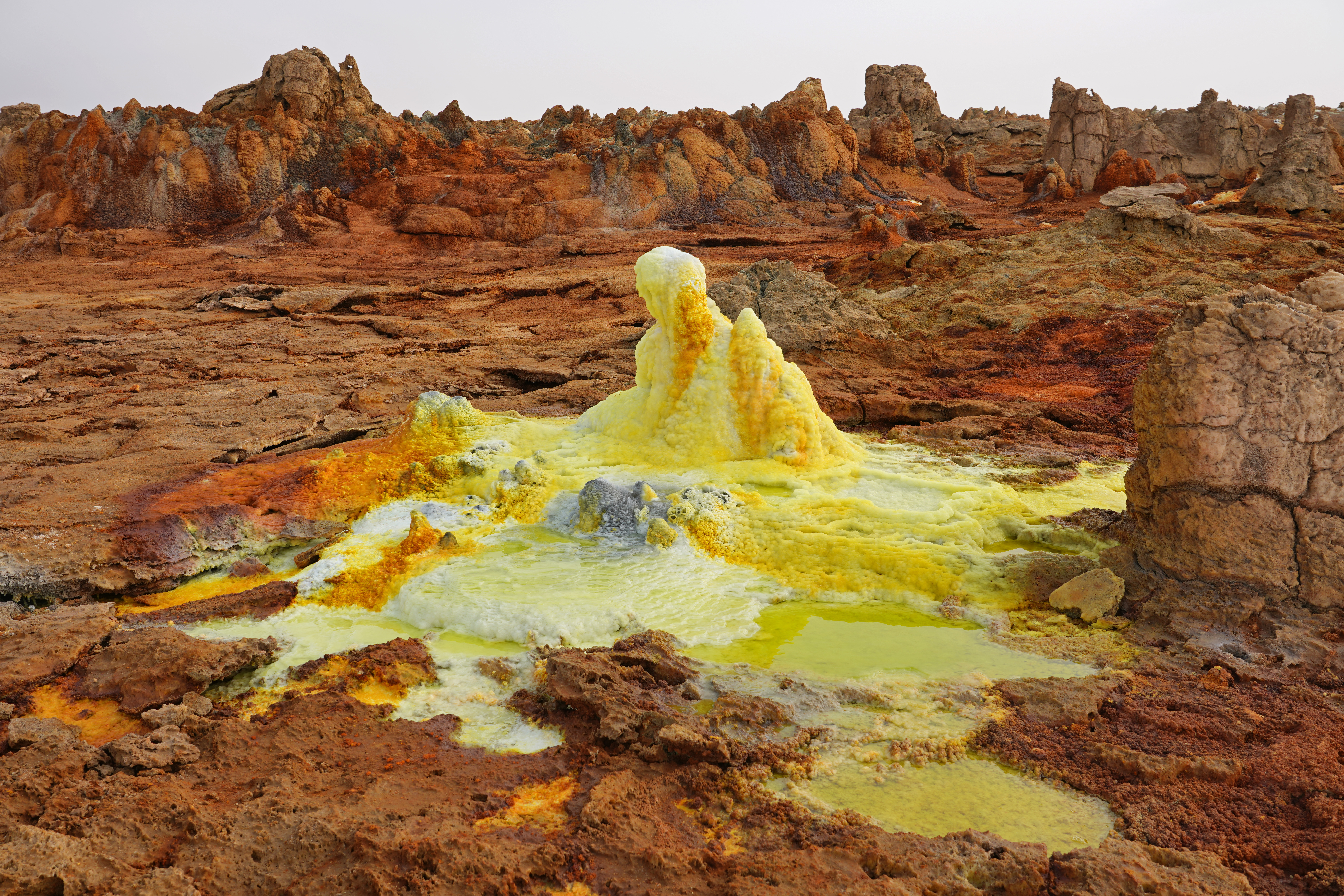
Formacje soli siarki